# Siphonaria atra
Siphonaria atra är en snäckart som beskrevs av Jean René Constant Quoy och Joseph Paul Gaimard 1833. Siphonaria atra ingår i släktet Siphonaria och familjen Siphonariidae. Inga underarter finns listade i Catalogue of Life.